# Светозар Марковић Тоза
Светозар Марковић Тоза (Тараш, код Бечкерека, 13. јул 1913 — Нови Сад, 9. фебруар 1943) био је комунистички револуционар, учесник Народноослободилачке борбе и народни херој Југославије.

## Биографија
Рођен је 13. јула 1913. године у селу Тараш, код Бечкерека. Основну школу је завршио у родном селу, а гимназију је започео у Бечкереку, али је услед лошег материјалног стања морао прекинути школовање. Запослио се у руднику Креки, код Тузле, али је после краћег времена оболео на плућима и вратио се у Војводину, где је живео у колонистичком селу Стајићеву.
Још као средњошколац у Петровграду, учествовао је у раду омладинског покрета, а члан Комунистичке партије Југославије (КПЈ) постао је 1935. године. У Петровграду и околини активно је радио на синдикалном организовању пољопривредних радника. Одржавао је бројна политичка саветовања-предавања, покренуо малу политичку библиотеку и издржавао је помоћу прилога симпатизера, сарађивао је и у радничкој и демократски оријентисаној штампи. Запослио се затим у Савезу пољопривредних радника Војводине у Новом Саду.
Године 1937. постао је члан Покрајинског комитета КПЈ за Војводину. А једно време 1938. године радио је у листу Удружене опозиције „Војвођанин“. Почетком 1939. године, под руководством Жарка Зрењанина, радио је на учвршћивању партијских организација у Војводини. Те године постао је секретар Окружног комитета КПЈ за Северни Банат. На Четвртој покрајинској конференцији ПК КПЈ за Војводину изабран је за члана Бироа Покрајинског комитета. А марта 1941. године постао је члан Секретаријата и организациони секретар ПК КПЈ за Војводину. Више пута је хапшен и прогањан.
После Априлског рата и окупације Краљевине Југославије, активно је радио на организовању устанка и првих устаничких акција у Банату. Септембра 1941. године заједно са Жарком Зрењанином прешао је у Бачку и тамо наставио партијску активност. Под тешким условима мађарске окупације окупио је у Бачкој и Барањи, готово угашене партијске организације, организовао диверзантске групе и радио на издавању илегалне литературе.
Био је политички комесар Главног штаба НОП одреда Војводине. Један од оснивача Покрајинског Народноослободилачког одбора Војводине, покретач и уредник листова „Истина“ и „Слободна Војводина“. Организовао је и саветовање Обласног комитета КПЈ за Бачку, одржаног у Турији, маја 1942. године.
Мађарска полиција је 19. новембра 1942. године открила базу Покрајинског комитета КПЈ за Војводину у Новом Саду, у којој су се налазили Бранко Бајић и Тоза Марковић. Они су тада пружили оружани отпор полицији. После краће борбе, Бранко је погинуо, а Тоза је био тешко рањен и ухваћен. У полицији је мучен, али ништа није одао, због чега је осуђен на смрт. Обешен је 9. фебруара 1943. године у касарни у Футошкој улици у Новом Саду. Сахрањен је на Алмашком гробљу у Новом Саду.
Указом Председништва Антифашистичког већа народног ослобођења Југославије (АВНОЈ), 5. децембра 1944. године, међу првим борцима Народноослободилачке војске, проглашен је за народног хероја Југославије.

## Фото-галерија
- Кућа у којој је штампан први број Слободне Војводине
- Кућа у којој је заробљен Светозар Марковић Тоза
- Спомен плоча на бившој касарни у Новом Саду у чијем је дворишту обешен Светозар Марковић Тоза
- Гроб Светозара Марковића Тозе и Ћире Шовљанског на Алмашком гробљу
- Орден народног хероја

## Видите још
- Родна кућа народног хероја Светозара Марковића Тозе